# 大島 (高知県)
大島（おおしま）は、高知県宿毛市にある島である。一般道路の大島橋で四国本土より自動車で上陸できる。

## 概要
宿毛市内を流れる松田川の河口入口付近、宿毛湾内にある島。
島の西側の高台には宿泊と食事と温泉設備の「宿毛リゾート椰子の湯」があり、その先の道から海岸に下りると咸陽島公園があり、無料駐車場があり、海水浴やキャンプもできる。干潮時には約300ｍ先の咸陽島へ歩いて渡れるが、急峻で海岸部分しか行くことが出来ない。

## 交通
【車】宿毛駅（くろしお宿毛線）→大島（約8分）／【高知西南交通】宿毛駅～片島岸壁

## 関連項目

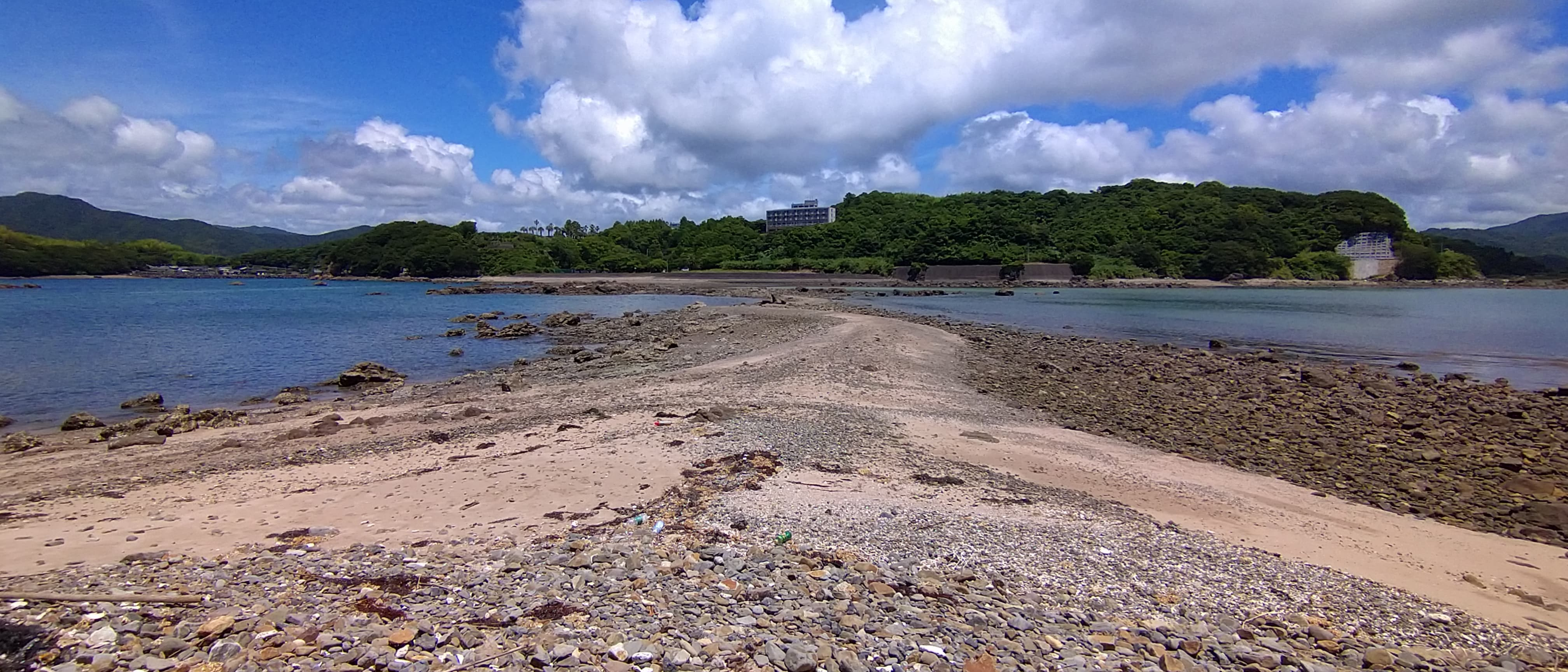
咸陽島より大島を臨む

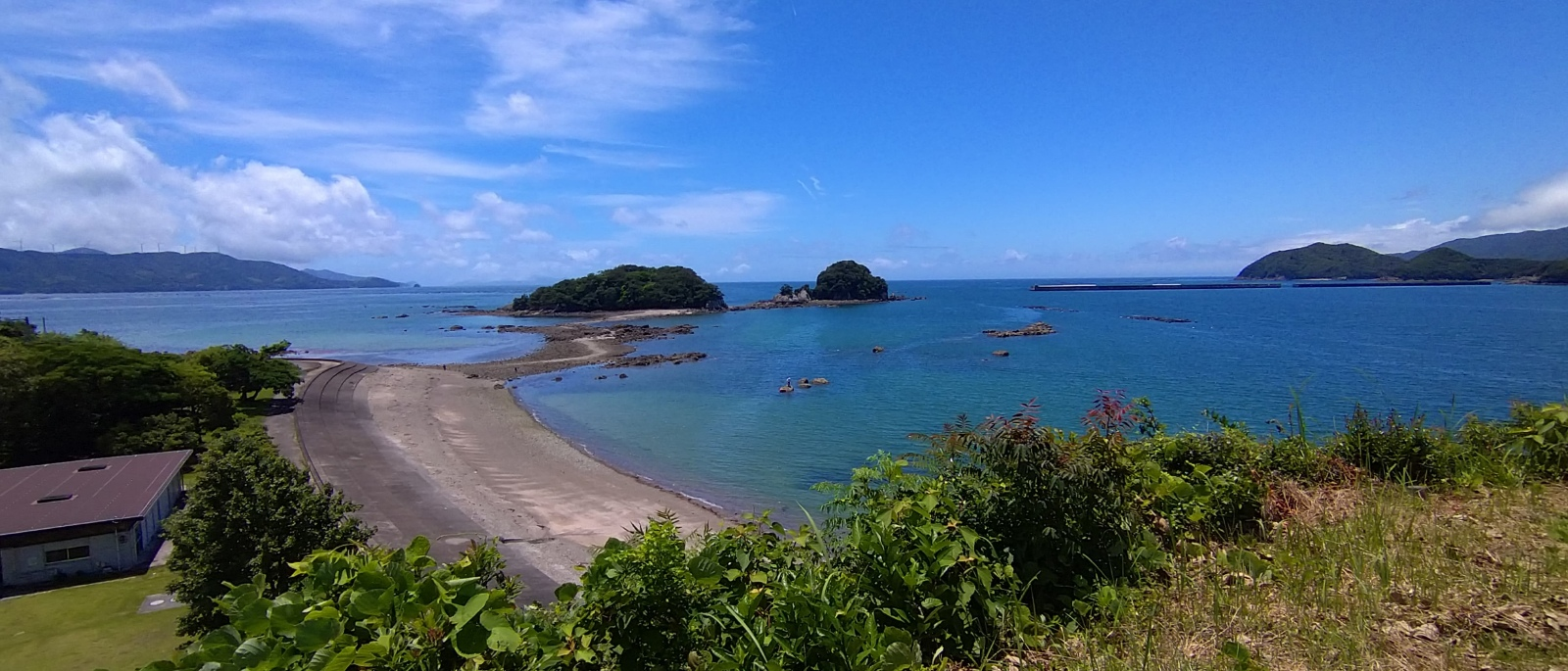
左手前は咸陽島公園
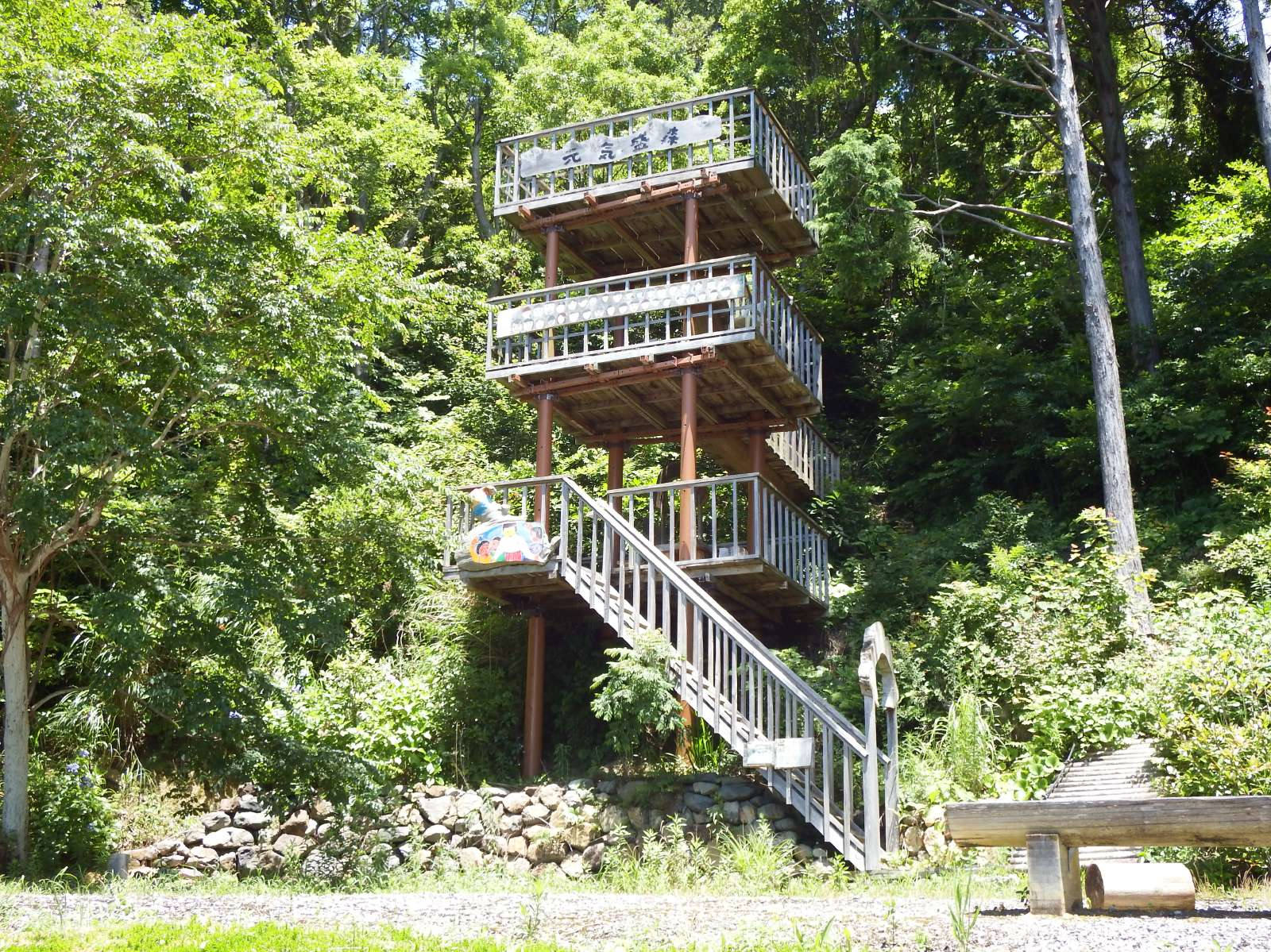
元気盛森公園展望台